# Спарток VI
Спарток VI (лат. Spartocos VI; умер ок. 140 до н. э.) — царь Боспора в 150—140 годах до н. э. из династии Спартокидов.

## Биография
Спарток VI происходил из династии Спартокидов. В отношении его родителей сведения расходятся: по одним данным, он был сыном царя Перисада III и Камасарии; по другим, царя Перисада IV. Последняя версия большинству ученых кажется более вероятной.
Спарток VI стал править около 160 года до н. э. (по другим данным — около 150 года до н. э.) вместе с отцом. Не проводил активной политики, стараясь придерживаться хороших отношений со Скифским царством и правителями меотов и зихов. Вероятно со 150 года до н. э. его соправителем стал брат Левкон III.
Умер около 140 года до н. э. Спартоку VI наследовал Перисад V, сын Перисада IV.